# Gisozi
Gisozi es una comuna de la provincia de Mwaro en Burundi. En agosto de 2008 tenía una población censada de 27 954 habitantes.
Se encuentra ubicada en el centro-oeste del país, a poca distancia al oeste del lago Tanganica y de la capital del país, Buyumbura. 